# Rüdiger Vossen
Rüdiger Vossen (* 1941 in Bonn) ist ein deutscher Ethnologe.

## Leben
Rüdiger Vossen studierte Ethnologie, Vor- und Frühgeschichte und Altamerikanistik in Göttingen (1961–1962), Berlin (1962–1963) und Hamburg (1963–1968). Er wurde 1968 in Hamburg mit einer Dissertationsschrift über die rezente indianische Keramik im Amazonasgebiet aus archäologischer Sicht promoviert und arbeitete im Museum für Völkerkunde Hamburg, wo er Wilhelm Bierhenke folgte. Von 1968 bis 1994 leitete er die Eurasienbateilung, die damals ganz Europa, Nordafrika, Vorderasien und die Sowjetunion umfasste. Zwischen 1972 und 1974 führte er verschiedene Forschungsreisen über traditionelle Töpferei in Spanien und 1980 und 1987 auch in Marokko  durch. Er war verantwortlich für viele Ausstellungen im Hamburgischen Museum für Völkerkunde, die stets durch Begleitpublikationen (s. unten) vertieft wurden.
1996 gründete er mit der Künstlerin Nana Gabriele Vossen in Hamburg-Nienstedten die „Galerie Schnepel I“ für das aussterbende traditionelle Handwerk von Marokko bis Osteuropa, 2001 bis 2007 neu gegründet als „Schnepels-Scheune“ in Hamburg-Alt Osdorf und von 2009 bis 2022 als „Schnepel III“ im Künstlerort Ahrenshoop an der Ostsee. Dort befindet sich auch das Atelier Nana Vossen und die Töpferwerkstatt für Gebrauchskeramik von Rüdiger Vossen.

## Schriften (Auswahl)
- Töpferei in Spanien. In: Wegweiser zur Völkerkunde. Heft 12, Museum für Völkerkunde, im Selbstverlag, Hamburg 1972. 2. erweiterte Auflage 1972.
- Sowjetunion. Völker der Sowjetunion – Vor und nach der Revolution. In: Wegweiser zur Völkerkunde. Heft 23. Museum für Völkerkunde, Hamburg 1980. 2., verbesserte und erweiterte Auflage Christians-Verlag Hamburg 1988, ISBN 3-7672-1057-6.
- Zigeuner : Roma, Sinti, Gitanos, Gypsies ; zwischen Verfolgung und Romantisierung (= Ullstein Sachbuch) 1983, ISBN 3-548-34135-7.
- Weihnachtsbräuche in aller Welt. Weihnachtszeit – Wendezeit. Martini bis Lichtmeß. Hamburg 1985, ISBN 3-7672-0915-2.
- Reisen zu Marokkos Töpfern. Forschungsreisen 1980 und 1987. Hamburg 1990, ISBN 3-7672-1106-8.
- Höhle, Stall, Palast. Weihnachtskrippen der Völker. Hamburg 1991, ISBN 3-7672-1120-3.
- Freundbilder/Feindbilder. Portraits sowjetischer Kriegsgefangener (1942–44) Gezeichnet von Hermann Junker. Hamburg 1991, ISBN 3-7672-1133-5.
- Weihnachtsbräuche in aller Welt. Von Martini bis Lichtmess. erw. Neuauflage Hamburg 2012, ISBN 978-3-8319-0474-7.
- Wander-Feldforschung. Reisen auf den Spuren des alten Handwerks. Europa und Marokko 1971 bis 2015. Berlin 2015, ISBN 978-3-86460-445-4.
- Globalisierung. Was sie uns nimmt, was sie uns gibt und warum wir sie menschlicher gestalten müssen. München 2020, ISBN 978-3-96238-200-1.
- Rüdiger Vossen/Natacha Sesena/Wulf Köpke: Guia de los alfares de Espana.(1971-1973). Editora Nacional. Madrid 1981, ISBN 84-276-1293-1.
- Rüdiger Vossen/Wilhelm Ebert: Marokkanische Töpferei/Poterie Marocaine – Töpferorte und -zentren. Eine Landesaufnahme (1980). Bonn 1986, ISBN 3-7749-2245-4.
- Rüdiger Vossen/Alexander Röder/Gabriele Vossen: Das Kreuz – Lebensbaum oder Marterpfahl. Bonn 1997, ISBN 3-7749-2814-2.